# Platymantis mimicus
Platymantis mimicus är en groddjursart som beskrevs av Brown och Tyler 1968. Platymantis mimicus ingår i släktet Platymantis och familjen Ceratobatrachidae. IUCN kategoriserar arten globalt som otillräckligt studerad. Inga underarter finns listade i Catalogue of Life.